# Holocausto Brasileiro
Holocausto Brasileiro é um livro-reportagem da jornalista Daniela Arbex, lançado em 2013, que denuncia os maus-tratos ocorridos no Hospital Colônia de Barbacena a partir de depoimentos de sobreviventes, ex-funcionários e pessoas diretamente envolvidas na rotina do maior hospício do Brasil. O Colônia foi responsável pela morte de 60 mil pessoas e chegou a arrecadar pelo menos 600 mil reais com a venda de corpos.
No prefácio, o nome "Holocausto Brasileiro" é justificado:

Em geral, soa como exagero quando [a palavra holocausto é] aplicada a algo além do assassinato em massa dos judeus pelos nazistas na Segunda Guerra. Neste livro, porém, seu uso é preciso. Terrivelmente preciso. Pelo menos 60 mil pessoas morreram entre os muros do Colônia. Tinham sido, a maioria, enfiada nos vagões de um trem, internadas à força. Quando elas chegaram ao Colônia, suas cabeças foram raspadas, e as roupas, arrancadas. Perderam o nome, foram rebatizadas pelos funcionários, começaram e terminaram ali.— Eliane Brum, autora do prefácio
O livro foi bem recebido pela crítica. Em um editorial da Revista Época, é descrito como "um excelente começo para uma reflexão não apenas sobre o passado, mas sobre o presente." Foi eleito Melhor Livro-Reportagem do Ano pela Associação Paulista de Críticos de Arte (2013) e segundo melhor Livro-Reportagem no Prêmio Jabuti (2014).
Um documentário inspirado pelo relato foi lançado pela HBO em 2016; levando o mesmo nome do livro, foi dirigido pela própria Arbex. O livro também ganhou uma adaptação para a televisão com a série Colônia, da Globoplay, lançada em 2021.

## Concepção
A ideia da obra surgiu em 2009, quando Arbex viu as fotografias tiradas pelo jornalista e fotógrafo Luiz Alfredo para a extinta revista O Cruzeiro, em 1961. Após uma pausa, Daniela retomou o projeto em 2011, quando buscou conhecer os 190 sobreviventes do hospital. Entre 20 e 27 de novembro do mesmo ano, como resultado dessas investigações, uma série de matérias intutuladas "Holocausto Brasileiro" foram veiculadas no jornal Tribuna de Minas, onde Arbex trabalhava.

## Lançamento
O lançamento ocorreu em 6 de julho de 2013, em Belo Horizonte, durante uma sessão de autógrafos com a autora. Em março de 2019, ganhou uma nova edição pela Editora Intrínseca.

## Violência do hospital e de uma época
Por se passar principalmente na primeira metade do século XX e no começo da segunda, o livro acaba por revelar os costumes de então. Exemplo disso é o tratamento dispensado às mulheres, especialmente as negras e pobres, como nos casos expostos a seguir.
Aos quinze anos, Conceição foi mandada para o hospital porque decidiu reivindicar do pai a mesma remuneração paga aos filhos machos. Embora trabalhasse como os irmãos na fazenda de Dores do Indaiá, município pouco povoado do centro-oeste das Gerais, a filha do fazendeiro não desfrutava dos mesmos direitos. Pela atitude de rebeldia da adolescente, o pai aplicou o castigo. Decidiu colocar Conceição no "trem de doido", único do país que fazia viagens sem volta. Em 10 de maio de 1942, ela deu entrada no hospital, de onde nunca mais saiu.— Arbex, Daniela (11 de março de 2019). Holocausto Brasileiro. Rio de Janeiro: Editora Intrinseca. p. 41
Outro caso é de Geralda, uma menina de 14 anos, nascida em 1950, que trabalhava de empregada na casa de um advogado que a estuprou. Mais tarde, após outro abuso, a menina engravidou. Foi mandada, com a ajuda de duas freiras, ao hospital, com o objetivo de abafar o caso. Antes, ao buscar ajuda, recebeu uma resposta típica:
Abusada sexualmente, Geralda bem que tentou pedir ajuda a uma das irmãs do advogado, mas ouviu em tom jocoso que homem era assim mesmo e, portanto, deveria esquecer.— Arbex, Daniela (11 de março de 2019). Holocausto Brasileiro. Rio de Janeiro: Editora Intrinseca. p. 151
De modo geral, o hospício não abrigava apenas "loucos", mas pessoas consideradas divergentes pela sociedade. Como observa o diretor André Ristum: "Eram as pessoas de que a sociedade queria se livrar, e hoje vemos que esses mesmos grupos ainda buscam espaço. Que falta de humanidade é essa que manda sumir alguém a partir de preconceito e afins? Há os arquétipos dos indesejáveis em uma sociedade que era e é machista, patriarcal, racista e homofóbica".